# Công đoàn Đoàn kết
Công Đoàn Đoàn kết (tiếng Ba Lan: Solidarność, IPA:[sɔli'darnɔɕt͡ɕ]ⓘ; tên đầy đủ: Công đoàn Độc lập Tự trị "Đoàn kết" — Niezależny Samorządny Związek Zawodowy "Solidarność" /ɲeza'lɛʐnɨ samɔ'ʐɔndnɨ 'zvjɔ̃zɛk zavɔ'dɔvɨ sɔli'darnɔɕt͡ɕ/) là một liên minh công đoàn và là một phong trào chính trị-xã hội được thành lập vào tháng 9 năm 1980 tại Xưởng đóng tàu Gdańsk, Ba Lan, dưới sự lãnh đạo của Lech Wałęsa. Đây là tổ chức then chốt trong việc chấm dứt chế độ xã hội chủ nghĩa do đảng Cộng sản lãnh đạo theo chủ nghĩa Marx-Lenin tại Ba Lan. Biểu tượng của Công Đoàn Đoàn kết là chữ "Solidarnosc" màu đỏ, bên trên cắm quốc kỳ Ba Lan.
Solidarność là công đoàn đầu tiên trong một nước thuộc khối Warszawa mà không bị kiểm soát bởi một đảng Cộng sản. Tới hội nghị công đoàn vào tháng 9 năm 1981, công đoàn có tới 10 triệu thành viên
1/3 của tổng số dân số trong tuổi làm việc của Ba Lan.

## Thành lập

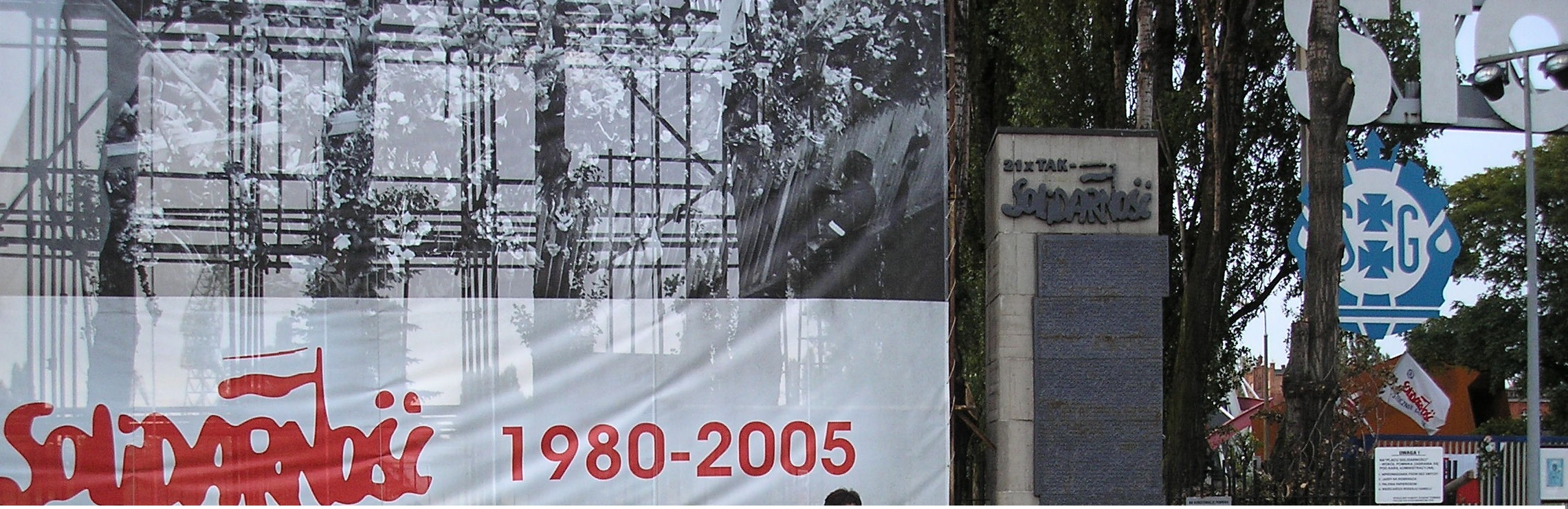
Xưởng đóng tàu Gdańsk trong ngày kỷ niệm thứ 25 của Công đoàn Đoàn Kết

Vào năm 1980, Ba Lan bước vào thời kỳ khủng khoảng kinh tế, xã hội. Công nghiệp đình trệ, lương thực, thực phẩm khan hiếm; bộ máy nhà nước quan liêu, kém hiệu quả.
Tháng 8 năm 1980, phong trào đình công đòi tăng lương, phản đối chính sách kinh tế, chính trị, xã hội của nhà nước lan rộng khắp Ba Lan. Ủy ban Đình Công Toàn Quốc được thành lập do Lech Walesa làm chủ tịch. Các tổ chức như: Ủy ban Bảo vệ Công Nhân, Liên Hiệp Thanh Niên Ba Lan, Hội đồng Chính trị nhà Thờ Ba Lan... cũng tham gia vào Ủy ban Đình Công.
Chính quyền đã tìm cách giải tán tổ chức này, bắt giam hoặc quản thúc các nhà lãnh đạo. Tuy nhiên trước đấu tranh của quần chúng, vào ngày 31 tháng 8 năm 1980, chính phủ đã phải ký kết với Ủy ban Đình Công Toàn Quốc đồng ý tăng lương và thả những người bị bắt trong các cuộc đình công.
Sau khi những thỏa thuận ký ngày 31 tháng 8 được thực thi, ngày 24 tháng 9 năm 1980, Ủy ban Đình Công Toàn Quốc đã ra tuyên bố thành lập tổ chức công đoàn lấy tên là Liên Hiệp Công Đoàn Độc Lập Đoàn kết (Công đoàn Đoàn kết).

## Hợp pháp hóa
Cũng trong ngày 24 tháng 9 năm 1980 Công đoàn Đoàn kết nộp đơn xin đăng ký hoạt động tại tòa án thành phố Warszawa, nhưng đã bị từ chối với lý do điều lệ của Công đoàn Đoàn kết không phù hợp với hiến pháp. Công đoàn Đoàn kết "dọa" sẽ tổng đình công. Đích thân thủ tướng đương nhiệm phải đứng ra giải quyết. Cuối cùng thỏa thuận đạt được là Tòa án Tối cao Ba Lan đồng ý đăng ký công nhận Công Đoàn Đoàn kết là tổ chức hợp pháp, Công Đoàn Đoàn kết điều chỉnh lại điều lệ, trong đó công nhận hiến pháp hiện hành và vai trò của đảng cộng sản đối với nhà nước Ba Lan. 

## Bị cấm hoạt động
Trước sự lớn mạnh của Công Đoàn Đoàn kết, chính phủ Ba Lan, Liên Xô và Đông Âu rất lo lắng, nên tìm cách dập tắt phong trào đấu tranh và giải thể Công Đoàn Đoàn kết bằng bạo lực.
Ngày 13 tháng 12 năm 1981 Hội đồng Nhà nước ban bố "Tình trạng chiến tranh" và thiết quân luật trên toàn quốc. Hội đồng Quân sự vì sự Cứu độ Quốc gia được lập ra để tiếp nhận bộ máy chính quyền từ trung ương đến địa phương.
Ngày 18 tháng 12 năm 1981, chín công nhân đã bị bắn chết và nhiều người bị thương trong cuộc biểu tình tại tỉnh Katowice.
Ngày 18 tháng 10 năm 1982 quốc hội ra nghị quyết cấm hoạt động và giải thể Công Đoàn Đoàn kết. Nhiều cán bộ công đoàn bị bắt giam hoặc bị quản thúc. Các nhà máy, xí nghiệp, cơ quan phải chịu sự quản lý trực tiếp của công an và quân đội. Các công nhân viên chức đình công bị đưa ra tòa án quân sự xét xử. Các cơ sở vật chất của Công Đoàn Đoàn kết bị tịch thu, 10.131 người bị bắt, 3.616 bị án tù. Công Đoàn Đoàn kết chuyển vào hoạt động bí mật, phát truyền đơn tố cáo hành động phát xít của chính phủ, phát sóng phát thanh kêu gọi nhân dân giữ vững tinh thần và tố cáo với thế giới chính phủ vi phạm nhân quyền.

## Trở lại hoạt động công khai
Không dập tắt được phong trào đấu tranh của Công Đoàn Đoàn kết và bị thế giới lên án rất mạnh mẽ, ngày 22 tháng 7 năm 1983 chính quyền tuyên bố chấm dứt "Tình trạng chiến tranh" và giải thể Hội đồng Quân sự vì sự Cứu độ Quốc gia. Công Đoàn Đoàn kết trở lại hoạt động công khai. Các cuộc đình công, biểu tình lại liên tiếp nổ ra khắp nơi.
Tháng 10 năm 1983 Lech Wałęsa được trao giải Nobel Hòa bình. Chính phủ Hoa Kỳ, lập ra quỹ giúp đỡ Công Đoàn Đoàn kết do thượng nghị sĩ Edward Kennedy làm cố vấn.
Tháng 11 năm 1986 Công Đoàn Đoàn kết trở thành thành viên chính thức của tổ chức Lao động Và Công Đoàn Thế giới.
Ngày 14 tháng 6 năm 1987 Giáo hoàng John Paul II đã về thăm quê hương Ba Lan và biểu lộ sự ủng hộ Công Đoàn Đoàn kết.
Ngày 01 tháng 8 năm 1987 Hạ viện Mỹ đã thông qua ngân sách 1 triệu đô la giúp đỡ Công Đoàn Đoàn kết.
Trong những năm sau khi chấm dứt "Tình trạng chiến tranh", tình hình kinh tế của Ba Lan cũng không sáng sủa hơn. Lạm phát đạt trên 600%. Từ mệnh giá cao nhất là 2000 złoty, sau khi tình trạng kết thúc được vài năm, tiền tệ Ba Lan đã sớm xuất hiện tờ 20000 złoty.
Tháng 11 năm 1988 Lech Valesa đã thắng lớn trong cuộc tranh luận công khai được truyền hình trực tiếp giữa chủ tịch Công Đoàn Đoàn kết với chủ tịch công đoàn do chính quyền thành lập về các vấn đề kinh tế, chính trị và xã hội.

## Hội nghị bàn tròn, thắng cử, thành lập chính phủ
Dưới sự đấu tranh mạnh mẽ của Công Đoàn Đoàn kết từ ngày 06 tháng 2 năm 1989 đến ngày 5 tháng 4 năm 1989, đảng cầm quyền buộc phải chấp nhận "Hội nghị bàn tròn" với Công Đoàn Đoàn kết và đồng ý tổ chức bầu cử dân chủ vào quốc hội và thượng viện.
Ngày 17 tháng 4 năm 1989 tòa án thành phố Warszawa một lần nữa cấp lại đăng ký pháp lý cho Công Đoàn Đoàn kết.
Ngày 04 tháng 6 năm 1989, trong cuộc bầu cử dân chủ, Công Đoàn Đoàn kết thắng lớn. Công Đoàn Đoàn kết cùng các lực lượng đối lập là Đảng Nhân dân Thống Nhất và Đảng Dân chủ đứng ra lập chính phủ liên hiệp.
Tháng 12 năm 1990, Lech Wałęsa trở thành tổng thống. Chính quyền mới tiến hành chuyển đổi từ nền kinh tế tập trung, quan liêu bao cấp sang nền kinh tế thị trường tự do, đưa Ba Lan vượt qua những khó khăn về kinh tế và dần dần trở thành một quốc gia có nền kinh tế thị trường phát triển cao.